# Jack Asher
Jack Asher (* 29. März 1916 als Jacob Jack Asher in London; † April 1991 in Hendon, Grafschaft Middlesex, Vereinigtes Königreich) war ein britischer Kameramann.

## Leben
Jack Asher begann seine Ausbildung als Kameraassistent bei Gainsborough Pictures und arbeitete sich über verschiedene Funktionen in der Kameracrew bis zum Chefkameramann hoch. Seine größten Erfolge stellten sich nach seinem Wechsel zu den Hammer Film Productions ein. Dort entstanden höchst erfolgreiche Horrorfilm-Klassiker unter der Regie von Terence Fisher. Bereits mit 50 Jahren beendete Asher seine Karriere als Kameramann und war danach als Filmkaufmann und Produzent tätig.
Sein jüngerer Bruder war der Film- und Fernsehregisseur Robert Asher.

## Filmografie (Auswahl)
- 1946: Paganini (The Magic Bow)
- 1948: Toto-Glück (Easy Money)
- 1954: Die jungen Liebenden (The young lovers)
- 1954: Vier bleiben auf der Strecke (The good die young)
- 1955: Dämon der Frauen (Cast a dark shadow)
- 1956: Allen Gewalten zum Trotz (Reach for the Sky)
- 1957: Frankensteins Fluch (The Curse of Frankenstein)
- 1958: Die gelbe Hölle (The Camp on Blood Island)
- 1958: Dracula
- 1958: Frankensteins Rache (The Revenge of Frankenstein)
- 1958: Der Schnorchel (The Snorkel)
- 1959: Der Hund von Baskerville (The Hound of the Baskervilles)
- 1959: Die Rache der Pharaonen (The Mummy)
- 1960: Dracula und seine Bräute (The Brides of Dracula)
- 1960: Schlag 12 in London (The Two Faces of Dr. Jekyll)
- 1963: Die scharlachrote Klinge (The Scarlet Blade)
- 1966: Heiße Ware – kalte Füße (The intelligence men)